# Xan Cassavetes
Alexandra Katherine „Xan“ Cassavetes (* 21. September 1965 in Los Angeles, Kalifornien) ist eine US-amerikanische Schauspielerin, Drehbuchautorin und Regisseurin.

## Leben
Cassavetes ist die Tochter des Regisseurs und Schauspielers John Cassavetes (1929–1989) und der Schauspielerin Gena Rowlands (1930–2024). Cassavetes hat zwei Geschwister, der ältere Bruder ist der Regisseur Nick Cassavetes und die jüngere Schwester Zoe Cassavetes. Sie ist seit dem 12. März 1995 verheiratet und Mutter von zwei Kindern.
Als Kind spielte Xan Cassavetes in vier Filmen unter der Regie ihres  Vaters mit, dabei standen mehrere Familienangehörige als Schauspieler vor der Kamera. Als Fünfjährige wirkte sie gemeinsam mit ihrem Bruder in der Komödie Husbands als Xan mit. In dem Film ist ihr Vater mit Peter Falk als Darsteller zu sehen. Im Jahr darauf war sie als Balletttänzerin in Minnie und Moskowitz zu sehen. Ihre Mutter spielte die weibliche Hauptrolle Minnie und Seymour Cassel den männlichen Part. Ihre Großmütter Katherine Cassavetes als Sheba und Lady Rowlands als Georgia debütierten dabei als Schauspielerinnen. Der Vater setzte auch seine jüngste Tochter als Baby in dem Film ein. In Eine Frau unter Einfluß spielte sie eine kleinere Rolle. Als Hintergrundsängerin sah man sie im Drama Love Streams. Die Hauptrollen wurden in beiden Filmen durch ihre Eltern gespielt.
Für ihren 30-minütigen Kurzfilm Dust verfasste sie das Drehbuch, führte Regie und stand als Darstellerin vor der Kamera. Im Filmdrama Alpha Dog – Tödliche Freundschaften spielte sie mit ihrer Schwägerin Heather Wahlquist je eine kleine Nebenrolle und war als Regieassistentin für die Second Unit verantwortlich. Bei dem Film feierte Justin Timberlake sein Schauspieldebüt und ihr Bruder führte die Regie. Sie verfasste gemeinsam mit Steve Winter das Drehbuch für die sechste Episode (Greenwich Village) für den Episodenfilm New York, I Love You, wobei Allen Hughes Regie führte und Bradley Cooper mit Drea de Matteo in den Hauptrollen zu sehen sind.
Für den Film Kiss of the Damned verfasste sie das Drehbuch und stand als Regisseurin hinter der Kamera. Der Film wurde am 7. November 2012 auf dem Stockholm International Film Festival vorgestellt.

## Filmografie
Schauspielerin
- 1970: Ehemänner (Husbands, ungenannt)
- 1971: Minnie und Moskowitz (Minnie and Moskowitz, ungenannt)
- 1974: Eine Frau unter Einfluß (A Woman Under the Influence)
- 1984: Love Streams
- 2000: Dust (Kurzfilm)
- 2006: Alpha Dog – Tödliche Freundschaften (Alpha Dog)

Regisseurin
- 2000: Dust (Kurzfilm)
- 2012: Kiss of the Damned